# Iranoidricerus iranensis
Iranoidricerus iranensis is een insect uit de familie van de vlinderhaften (Ascalaphidae), die tot de orde netvleugeligen (Neuroptera) behoort. 
Iranoidricerus iranensis is voor het eerst wetenschappelijk beschreven door Kimmins in 1938.